# BD3
BD3 (sigla che sta per Blue Dropout 3) è una galassia remota situata in direzione della costellazione del Triangolo con redshift di z=4,02 pari ad una distanza percorsa dalla luce in direzione della Terra di circa 12 miliardi di anni luce.
È una galassia in cui si osserva un elevato tasso di formazione stellare.
Durante uno studio su galassie con z ~ 4, proprio osservando BD3, fu casualmente individuata a 12'’ da essa l'oggetto RD1, la galassia, all'epoca (1998), più distante conosciuta.